# 青戸辰午
青戸 辰午（あおと たつご、明治30年（1897年）6月30日 - 昭和47年（1972年）5月）は、日本の弁護士、政治家。旧名は貞吉。

## 経歴
鳥取県日野郡日南町出身。甚太郎の長男。
米子中学、松江中学を経て、大正7年（1918年）早大中退。昭和3年（1928年）、朝鮮において弁護士開業。昭和6年（1931年）に鳥取県米子市に移住した後も引き続き開業した。
戦前に米子市会議員を1期務め、戦後は鳥取県地方労働委員会委員、人権擁護委員、米子市選挙管理委員会委員、鳥取県人事委員会委員などに選任され、その功績により昭和37年（1962年）に藍綬褒章を授与された。
昭和47年（1972年）5月、74歳で亡くなった。

## 人物像
趣味は読書、宗教は禅宗・曹洞宗、住所は米子市加茂町。
織田収とは終生大の仲良しだった。

## 家族
- 妻 - みどり（秋田県士族・大澤安教長女[2]）